# Lijst van voetbalinterlands Bahama's - Kaaimaneilanden (vrouwen)
Deze lijst van voetbalinterlands is een overzicht van alle officiële voetbalinterlands tussen de nationale vrouwenteams van de Bahama's en de Kaaimaneilanden. De landen hebben tot nu toe twee keer tegen elkaar gespeeld.

## Wedstrijden
| № | Plaats                   | Datum           | Competitie        | Wedstrijd                  | Uitslag |
| - | ------------------------ | --------------- | ----------------- | -------------------------- | ------- |
| 1 | Venetian Road Settlement | 29 juli 2021    | Vriendschappelijk | Kaaimaneilanden − Bahama's | 4 − 0   |
| 2 | Venetian Road Settlement | 2 augustus 2021 | Vriendschappelijk | Kaaimaneilanden − Bahama's | 4 − 0   |

## Samenvatting
| Competitie        | Totaal gespeeld | Winst Bahama's | Gelijk | Winst Kaaimaneilanden | Doelsaldo Bahama's – Kaaimaneilanden |
| ----------------- | --------------- | -------------- | ------ | --------------------- | ------------------------------------ |
| Vriendschappelijk | 2               | 0              | 0      | 2                     | 0 − 8                                |
| Totaal            | 2               | 0              | 0      | 2                     | 0 − 8                                |